# 左永祥
左永祥（1968年8月—），男，汉族，中共党员，重庆市长寿区人，中华人民共和国政治人物。1991年7月参加工作，1993年11月加入中国共产党。现任中共四川省委常委，中共绵阳市委书记。

## 生平
从复旦大学数理统计专业毕业后，长期在故乡重庆市任职，期间曾担任中共铜梁区委副书记、区长，中共渝中区委副书记、区长，中共西部（重庆）科学城党工委副书记、中共重庆高新区党工委副书记等职务，2023年3月转任重庆市发展和改革委员会主任，兼重庆市粮食局局长。
2023年10月，跨省升任四川省人民政府副省长。2024年12月，兼任中共绵阳市委书记。
2025年6月，升任中共四川省委常委。同年7月，不再兼任四川省人民政府副省长。